# William Badell
William Manuel Badell López (Maracaibo, Zulia, Venezuela, 29 de junio de 1996) es un modelo venezolano y rey de belleza masculino. William fue Míster Supranational Venezuela 2021 y representó a Venezuela en el Mister Supranacional 2021, en Polonia, donde finalizó como segundo finalista. Igualmente representó a Venezuela en el Mister Internacional 2023, en Bangkok, Tailandia, donde finalizó como primer finalista.

## Vida y carrera

### Primeros años
Badell nació en Maracaibo, Zulia pero toda su vida creció en Valencia, Carabobo. Es estudiante de medios en comunicación social, y actualmente vive en Dubái, donde trabaja como modelo, pero también como asistente de vuelo, siendo miembro de la tripulación de cabina de Emirates Airlines. Tiene cinco hermanos y además proviene de la etnia wayúu.

## Concursos de belleza

### Míster Supranational Venezuela 2021
En 2021, William participó en la segunda edición de Míster Supranational Venezuela realizada el 27 de mayo de 2021 en los estudios Globovisión en Caracas; la cual se realizó en conjunto con la segunda edición de Miss Supranacional Venezuela, en donde Valentina Sánchez obtuvo el título. William también recibió el premio especial Míster Fitness.

Durante la ronda final de preguntas y respuestas, a los cinco finalistas se les hizo la misma pregunta: "¿Por qué crees que deberías ser el próximo Mister Supranacional Venezuela, teniendo en cuenta estas dos palabras clave: aspiracional e inspiracional?", A lo que Badell respondió:
Buenas noches Venezuela. Quiero ser el próximo Mister Supranacional Venezuela porque quiero enviar un mensaje no solo a los venezolanos sino al mundo entero, un mensaje de inspiración. Quiero inspirar a todas aquellas personas que creen que no pueden cumplir sus metas y es falso, con dedicación y esfuerzo todo se puede lograr, de la misma manera, puedo crecer y aspirar a ser una mejor persona. Ser Mister Supranacional Venezuela me dará la oportunidad de llevar un mensaje fuerte y claro a todo el mundo. Muchas gracias.
Al final del evento, su antecesor, Leonardo Carrero, entregó la bufanda y el trofeo a Badell como el nuevo Míster Supranational Venezuela.

### Míster Supranacional 2021
Badell representó a Venezuela en el certamen Míster Supranacional 2021 el 22 de agosto de 2021 en el Anfiteatro del Parque Strzelecki, Nowy Sącz, Małopolska, Polonia. Al final del evento, William obtuvo la posición de segundo finalista. Además de ello, Badell consiguió el premio especial como Mister Fotogénico.

### Míster Internacional 2023
Badell también representó a Venezuela en el certamen Mister Internacional 2023 el 17 de septiembre de 2023, en Bangkok, Tailandia. Al final del evento, William obtuvo la posición de primer finalista.

## Cronología
| Predecesor: Leonardo Carrero | Míster Supranational Venezuela 2021 | Sucesor: Jorge Eduardo Núñez |